# Dasypolia lama
Dasypolia lama là một loài bướm đêm trong họ Noctuidae.